# Большая Птица
Большая Птица, Большая Жёлтая Птица (англ. Big Bird) — персонаж детской телевизионной передачи «Улица Сезам». Имеет рост 249 см и ярко-жёлтую окраску перьев. По официальной информации, с 1969 года Большую Птицу играет Кэролл Спинни. Птица умеет кататься на роликах и коньках, танцевать, петь, писать стихи, рисовать и использовать моноцикл. При этом персонаж часто проявляет непонятливость. Живёт в большом гнезде позади дома 123 по улице Сезам. Любимая игрушка — плюшевый медвежонок по имени Радар.

## Исполнение роли
С первого появления Большой Птицы в передаче её играет Кэролл Спинни. В связи с возрастом ему на замену готовятся новые актёры − Рик Лайон и Мэтт Фогель, сыгравшие персонажа в некоторых выпусках «Улицы Сезам».
Во время болезни Спини, в нескольких ранних эпизодах его подменял Дэниел Сигрен. Он же сыграл персонажа на «Шоу Эда Салливана» в 1969 году и в игре The Hollywood Squares в 1970-е годы. Согласно книге The Story of Jim Henson Стефани Сен-Пьер, костюм предназначался Джиму Хэнсону, но создавший его Кермит Лав указал, что Хэнсон ходит не как птица, и персонажа передали другому актёру. Роль предлагалась Фрэнку Озу, но тот отказался, так как ненавидел ростовые куклы.
Режиссёр Джон Стоун в документальном фильме The World of Jim Henson (1994) сообщает, что костюм Большой Птицы не имеет отверстий, через которые актёр может видеть окружающее пространство. Вместо этого используется телевизионная система, крепящаяся на груди актёра. Телекамера была установлена для Спинни Уолтером Рауффером по предложению Боба Майрума.
В тех случаях, когда съёмки ведутся на натуре и использовать камеру нельзя, в костюме проделывается небольшое отверстие. В этом случае у птицы появляется галстук, который скрывает отверстие. Тот же приём используется для передач в прямом эфире.
Когда Большая Птица появляется вместе с Оскаром Ворчуном, которого также играет Спинни, Оскара играет Джим Мартин либо Большую Птицу играет Мэтт Фогель, а сам Спинни исполняет роль Оскара.

## Костюм
Большую Птицу придумал Джим Хэнсон, костюм в 1969 году создал Кермит Лав. Костюм полностью закрывает актёра, головой и клювом нужно управлять правой рукой, поднятой над головой. Левая рука предназначена для правого крыла птицы, правое крыло набито наполнителем и соединено леской, проходящей за шеей, с левым запястьем. Таким образом, крылья движутся вразнобой: когда левое крыло поднимается, правое опускается и наоборот. В некоторых эпизодах правым крылом куклой дополнительно управлял второй актёр, обычно Джим Мартин. Чтобы исключить его из кадра, использовалась одежда в цвет хромакейного фона. Костюм птицы весит более 6 кг: 4,5 кг — тело, 1,8 кг — голова. По словам Луизы Гикоу, внутри костюма невыносимо жарко, и крайне сложно держать её голову.
В версиях передачи для разных стран Большая Птица может выглядеть по-разному. Например, в Нидерландах её перья имеют синий цвет, а её имя — Пино.
Внешний вид Большой Птицы, как и её характер, менялся с течением времени. Изначально на голове птицы было мало перьев, а на теле они сильнее топорщились. Тело было менее округлым, чем в настоящее время. Поведение было более заторможенным и больше соответствующим идиоме «куриные мозги», чем сейчас. Со временем количество перьев на голове постепенно увеличивалось, голова стала округлой, образовался похожий на языки пламени гребешок над глазами. Тело стало пушистым, округлым и причёсанным. Заторможенность и непонятливость сменились детской непосредственностью. Хотя все персонажи «Улицы Сезам» не имеют возраста, психологическая характеристика Большой Птицы соответствует шестилетнему ребёнку.
Костюм частично изготовлен компанией American & Fancy Feather с использованием хвостовых перьев индюка; поскольку эти перья редко бывают чистыми, владелец компании Энтони Тренто называет костюм Большой Птицы «труднейшим заказчиком». Утверждается, что Sesame Workshop отвергает около 90 % перьев, подобранных для костюма.

## Видовая принадлежность
В книге «G» is for Growing: Thirty Years of Research on Children and Sesame Street Большая Птица названа канарейкой. В одном из эпизодов «Улицы Сезам» Большую Птицу спросили, не является ли она родтственником казуара, на что был получен ответ «Я, скорее, кондор». 23 января 1976 года в передаче Hollywood Squares, Большую Птицу спросили, что она за птица, в ответ прозвучало — жаворонок. В фильме Don’t Eat the Pictures, Осирис называет Большую Птицу ибисом. Большая Птица появляется в эпизоде сериала Mister Rogers' Neighborhood, называя себя «золотым кондором». Независимо от версии, Большая Птица является нелетающей.

## Появления
Помимо «Улицы Сезам» Большая Птица появлялась и в других передачах, фильмах, сериалах и шоу.
В 1985 году Большая Птица стала звездой фильма Sesame Street Presents Follow That Bird, сюжет которого рассказывает о её переселении к  представителям своего вида. Однако птица не находит в этом счастья и через всю страну возвращается обратно. Ей помогают водитель-дальнобойщик и дети фермера, но владельцы цирка хотят похитить птицу и показывать в своём шоу. А по пятам за Большой Птицей идут друзья с улицы Сезам, чтобы вернуть её в свою компанию.
В середине 1970-х годов Большая Птица несколько раз появлялась в передаче Hollywood Squares.
Большая Птица появлялась в 11 эпизоде сериала Mister Rogers' Neighborhood, где участвовала в конкурсе «Нарисуй свой район».
В пятом сезоне сериала The West Wing Большая Птица сыграла роль без слов. Когда маппеты посещали Белый дом, она села рядом с Си Джей Крегг.
В качестве приглашённой звезды Большая Птица участвовала в третьем сезоне «Маппет-шоу». Портрет Большой Птицы также показан в пилотном выпуске The Muppet Show: Sex and Violence.
Большая Птица также сыграла эпизодические роли в фильмах Маппеты иThe Muppets Take Manhattan.
В рождественском эпизоде A Muppet Family Christmas Большая Птица отговаривает шведского повара от приготовления себя в качестве праздничного кушанья, предлагая взамен домашний шоколад, покрытый кормом для птиц, после чего они поют дуэтом «The Christmas Song».
7 января 2013 года, во время Consumer Electronics Show, Большая Птица рекламировала новое приложение Sesame Workshop — Big Birds Words.

### Большая Птица на Президентских выборах в США 2012 года
3 октября 2012 года, во время президентской кампании в США, Митт Ромни использовал Большую Птицу как пример урезания средств: «Мне нравится PBS, нравится Большая Птица… Но я не собираюсь продолжать тратить на это деньги, занимая их у Китая».
В ответ штаб Барака Обамы сатирически обыграл этот момент, назвав Большую Птицу «злым гением» и «угрозой нашей экономике», и изобразил Ромни больше беспокоящимся о преследовании Большой Птицы, нежели совершивших преступления «белых воротничков», вроде Бернарда Мейдоффа или Кеннета Лэя.
Sesame Workshop потребовал от обеих сторон исключить персонажей «Улицы Сезам» из кампании, заявив на веб-сайте: «Sesame Workshop — нейтральная, некоммерческая организация, и мы не хотим высказывать поддержку кандидатам или участвовать в политической кампании».
Однако 7 октября 2012 года большая Птица появилась в передаче Saturday Night Live в еженедельном скетче, в котором упоминалась президентская кампания.